# Цонева, Лиляна Михайлова
Лиляна Михайлова Цонева, Лиляна Цонева (болг. Лиляна Цонева) — болгарский филолог. Доктор филологических наук (PhD). Профессор кафедры русистики филологического факультета Великотырновского университета «Святых Кирилла и Мефодия». Член редакций журналов «Гуманитарные науки и образование» (Саранск), «Политическая лингвистика» (Екатеринбург), «Studia russiko-slovaca universitas catholica Rosenbergensis» (Ружомберок, Словакия), «Медиалингвистика» (Санкт-Петербург), «Наука» (орган на СУБ), «Проглас» (ФФ на ВТУ, 2009—2015 г.)
Область научных исследований: синтаксис и сопоставительная стилистика русского и болгарского языков, культурология, медиалингвистика, политическая лингвистика, культурология.

## Биография
С 1976 года преподаватель кафедры русистики ВТУ Святых Кирилла и Мефодия
В 2013—2014 г. — преподавала болгарский язык в университете «Коменски» (Братислава, Словакия)
С. М. Трофимова в научном журнале (Вестник Калмыцкого института гуманитарных исследований РАН) характеризовала коллегу как «известного болгарского лингвиста, ученого, посвятившего свою научную деятельность изучению медиалингвистики.» (2017, Vol. 34, № 6. — 2017. С. 198).
Медиалингвистика — язык масс-медиа.
В 2012 году на лекции в Тверском университете Л. Цонева рассказывала: «важная составляющая образа России для болгар — это личности, которые занимают видное место в стране. … Наибольшее количество упоминаний в заголовках газетных статей принадлежит сейчас Владимиру Владимировичу Путину. Болгарские СМИ создали так называемый экранный образ российского президента. Это лидер великой страны, „твердая рука“. Благодаря такому образу болгары уважительно относятся к В. В. Путину и к России в целом».
Болгарский профессор русистики опубликовала в российском журнале в 2011 году статью, анализирующий образы российских политиков в болгарском политическом дискурсе. «По нашим наблюдениям, главный „заголовщик“ среди русских политиков в болгарской прессе — В. Путин…В. Путину посвящаются и целые тексты, в которых, … ассоциируется прежде всего с политикой „твердой руки“, антидемократическими действиями, с прошлым, связанным с советскими органами безопасности. „В народе“, скорее всего, преобладает уважение к человеку, в чьих руках сосредоточена огромная власть, к лидеру великой страны, с которой Болгария не только исторически, но и экономически тесно связана»Цонева Лиляна Михайловна. Имена российских политиков в болгарском политическом дискурсе // Политическая лингвистика. — 2011. — № 1. — С. 56—63..
Болгарский лингвист изучает путинизмы, относя их окказиональным образованиям. «Окказиональные слова — одна из самых активных форм ономастической игры. Имена политиков часто становятся основой окказиональных дериватов, а иногда — и целых серий (или каскадов) таких слов…. Бесспорный „герой“ окказионального словообразования … — В. Путин. Его фамилия становится основой множества игровых производных». Среди исследованных слов: путинг, путинговать, путингующий — их Лиляна Цонева относит к окказиональным дериватам, активизация которых связана с акциями протеста против переизбрания В. Путина на пост президента РФ (Цонева Лиляна. Имена политиков в современном медиадискурсе (на материале русского и болгарского языков)// Ономастикон с позиций саморегуляции текста. Монография. – Славянск-на-Кубани, 2013. 284 с. С. 260-283. ISBN 978-5-91980-054-5). Слово «подхрюкивать» определяется болгарской исследовательницей как как паронимическое сближение слова «поддакивать» (то есть «соглашаться с кем-либо из угодливости, подобострастия или не имея своего мнения») со словом «хрюкать».
Степени и образование
В 1966-1970 училась в гимназии с преподаванием русского языка „В. Каравасилев” в  городе Плевен.
1970—1975 — филологический факультет Великотырновского университета
1989—1992 — заочная аспирантура Института русского языка им. А. С. Пушкина в Москве
1992 — ученая степень к.ф.н., диссертация «Сочетаемость наречий с именами существительными в русском языке (лексико-семантический и стилистический аспект)»
2001 — доцент
2012 — профессор